# Nhà máy điện hạt nhân Phòng Thành Cảng
Nhà máy điện hạt nhân Phòng Thành Cảng (Giản thể: 防城港核电站, Hán Việt: Phòng Thành Cảng hạch điện trạm, tiếng Anh: Fangchenggang Nuclear Power Plant) là một dự án nhà máy điện hạt nhân được khởi công tại Phòng Thành Cảng, Quảng Tây, Trung Quốc ngày 30 tháng 7 năm 2010. Dự kiến khi hoàn thành giai đoạn 1 vào năm 2015 và 2016, Nhà máy Phòng Thành Cảng sẽ có 2 tổ máy công nghệ CPR-1000 với tổng công suất 2.000 MW, trong tương lai Dự án Phòng Thành Cảng sẽ có tổng cộng 6 tổ máy với công suất khoảng 6.000 MW.

## Vị trí và đặc điểm kỹ thuật
Nhà máy điện hạt nhân Phòng Thành Cảng được xây dựng ở quận Cảng Khẩu của Phòng Thành Cảng thuộc tỉnh biên giới Quảng Tây của Trung Quốc, địa điểm này cách biên giới Việt Nam-Trung Quốc chừng 45 km.
Trong giai đoạn 1, người ta sẽ cho xây dựng tại địa điểm này 2 tổ máy sử dụng công nghệ CPR-1000 hay còn gọi là Lò phản ứng nước áp lực kiểu Trung Quốc có công suất mỗi tổ máy 1.000 MW. Đây là công nghệ lò hiện đại nhất của Trung Quốc với tỷ lệ nội địa hóa đạt trên 50% và từng được áp dụng thành công cho các dự án Nhà máy điện hạt nhân Vịnh Đại Á và Nhà máy điện hạt nhân Lĩnh Áo giai đoạn 1.
| Tổ máy             | Kiểu     | Khởi công xây dựng | Thời điểm sử dụng   | Ghi chú |
| ------------------ | -------- | ------------------ | ------------------- | ------- |
| Phase I            |          |                    |                     |         |
| Phòng Thành Cảng 1 | CPR-1000 | 30/07/2010         | 1 tháng 1 năm 2016  | [ 2 ]   |
| Phòng Thành Cảng 2 | CPR-1000 | 23/12/2010         | 1 tháng 10 năm 2016 | [ 3 ]   |
| Phase II           |          |                    |                     |         |
| Phòng Thành Cảng 3 | HPR1000  | 24/12/2015         | 2022                | [ 4 ]   |
| Phòng Thành Cảng 4 | HPR1000  | 23/12/2016         |                     | [ 5 ]   |
| Phòng Thành Cảng 5 | HPR1000  |                    |                     | [ 6 ]   |
| Phòng Thành Cảng 6 | HPR1000  |                    |                     | [ 6 ]   |

## Lịch sử xây dựng
Sau khi được Ủy ban Cải cách và Phát triển quốc gia Trung Quốc cấp giấy phép vào đầu tháng 7, giai đoạn 1 Dự án Phòng Thành Cảng được chính thức khởi công ngày 30 tháng 7 năm 2010. Chủ dự án là Tập đoàn điện hạt nhân Phòng Thành Cảng Quảng Tây, đây là một công ty liên doanh của Tập đoàn điện hạt nhân Quảng Đông Trung Quốc (China Guangdong Nuclear Power Co, CGNPC) và Tập đoàn đầu tư Quảng Tây (Guangxi Investment Group). Kinh phí dự kiến của giai đoạn 1 dự án là 25 tỷ Nhân dân tệ (khoảng 3,7 tỷ đô la Mỹ) với tỷ lệ nội địa hóa đạt 87%. Theo kế hoạch tổ máy thứ nhất sẽ đi vào hoạt động năm 2015 còn tổ thứ hai là năm 2016. Ở giai đoạn 2, dự kiến sẽ có thêm 4 tổ máy CPR-1000 được xây dựng tại đây với tổng kinh phí toàn dự án lên tới khoảng 70 tỷ NDT (10,4 tỷ đô la Mỹ).